# سیارک ۱۴۳۱۵
سیارک ۱۴۳۱۵ (به انگلیسی: 14315 Ogawamachi، نامگذاری:1977EL5) چهارده هزار و سیصد و پانزدهمین سیارک کشف شده‌است که در ۱۲ مارس ۱۹۷۷ کشف شد.
قدر مطلق سیارک برابر ۱۲٫۵۰ است.